# Криничное (Волоконовский район)
Криничное — хутор в Волоконовском районе Белгородской области России. Входит в состав Волчье-Александровского сельского поселения.

## География
Хутор находится в восточной части Белгородской области, на правом берегу реки Волчья, близ государственной границы с Украиной, на расстоянии 20 км (по прямой) к юго-западу от посёлка городского типа Волоконовка, административного центра района.

### Часовой пояс
Хутор Криничное, как и вся Белгородская область, находится в часовой зоне МСК (московское время). Смещение применяемого времени относительно UTC составляет +3:00.

## Население
| 2002 | 2010 |
| ---- | ---- |
| 52   | ↘42  |